# Quando sarai grande
Quando sarai grande è un brano musicale composto e interpretato da Edoardo Bennato, contenuto nell'album Burattino senza fili del 1977.

## Testo e significato
Quando sarai grande è il brano che chiude il concept album riprendendo la tematica con cui si è aperto: la difficoltà di crescere e di entrare nei meccanismi della vita, abbandonando mano a mano quella purezza e quella spontaneità che si ha da bambini. Il testo descrive la particolare sensazione che hanno gli adolescenti di essere già parte di un ingranaggio autoritario espresso principalmente dalla scuola. L'autoritarismo rimanda ogni risposta a "quando sarai grande" perché la risposta che si avrà da grandi è quella che già si prepara da ragazzi, per cui non fare tante domande. L'autore intanto suggerisce agli adolescenti di leggere libri il più possibile e studiare.

## Musicisti

### Versione in studio suBurattino senza fili
- Edoardo Bennato – voce, chitarra 12 corde
- Tony Di Mauro – chitarra 6 corde
- Alberto Ravasini – basso
- Sandro Lorenzetti – batteria, percussioni
- Maurizio Bianchini – corno, tromba
- Ernesto Vitolo – piano
- Robert Fix – sax